# Siège de Masulipatam
Guerre de Sept Ans
Batailles
- Chandernagor (1757)
- Plassey (1757)
- Gondelour (1758)
- Négapatam (navale) (1758)
- Condore (1758)
- Madras (1758)
- Pondichéry (navale) (1759)
- Masulipatam (1759)
- Chinsurah (1759)
- Wandiwash (1760)
- Pondichéry (1760-1761)

Le siège de Masulipatam est un siège conduit par une armée britannique conduite par le lieutenant-colonel Francis Forde (en) contre la ville de Masulipatam, en Inde, tenue par une armée française commandée par le marquis de Conflans pendant la troisième guerre carnatique, dans le cadre de la guerre de Sept Ans. Le siège débute le 6 mars 1759 et se prolonge jusqu'à ce qu'un assaut britannique réussisse et que la ville soit prise le 7 avril de la même année.

### Sources et bibliographie
- (en) Robert Harvey, Clive : The Life and Death of a British Emperor, Sceptre, 1999
- (en) George Alfred Henty, With Clive in India : Or, The Beginnings of an Empire
- (en) John Keay, The Honourable Company : A History of the English East India Company, Harper Collins, 1993
- (en) Franck McLynn, 1759 : The Year Britain Became Master of the World, Pimlico, 2005